# Didier Le Bret

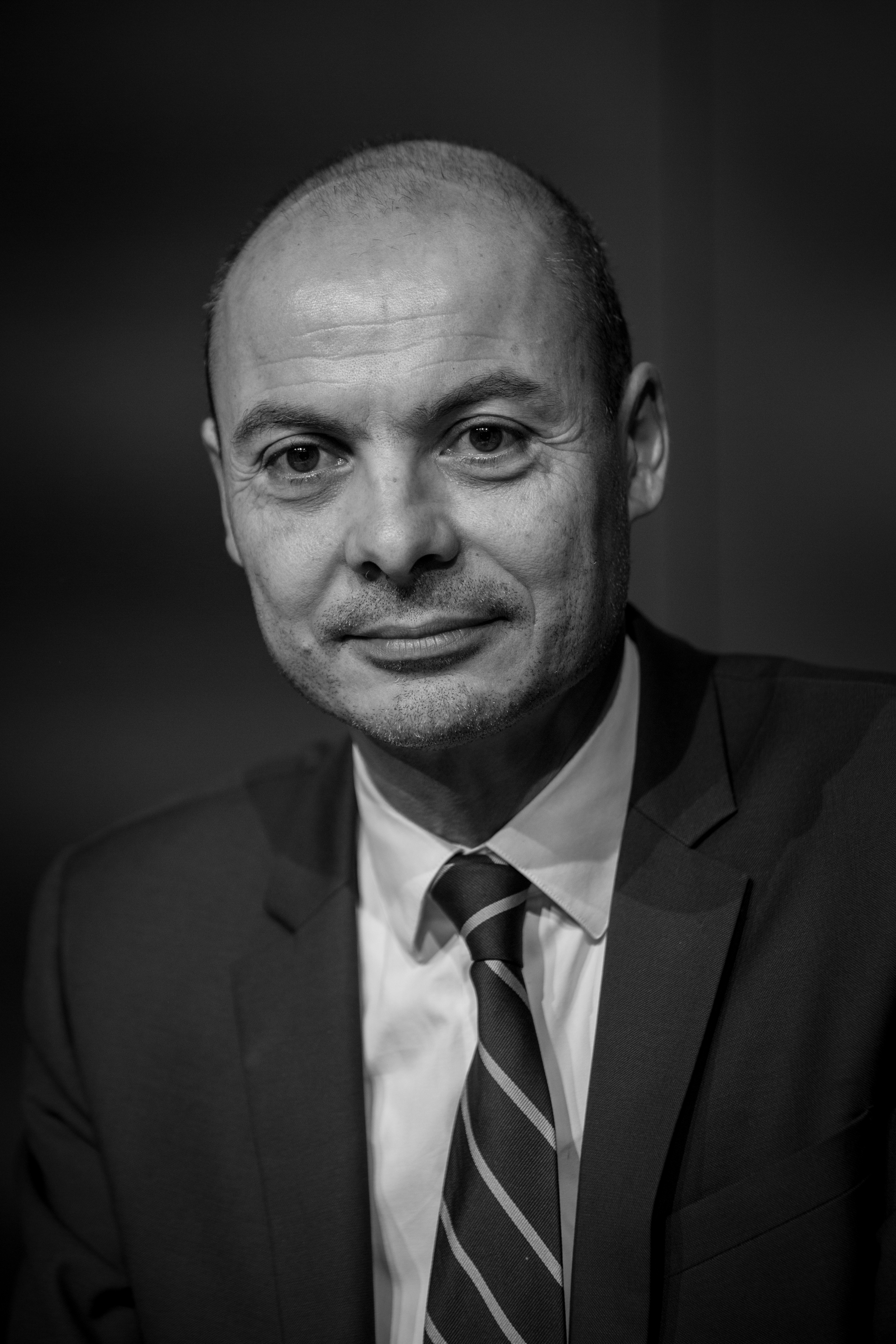
Didier Le Bret (2015)

Didier Le Bret (* 25. März 1963 in Paris) ist ein ehemaliger französischer Diplomat, der seit 2016 für die Beratungsfirma ESL & Network arbeitet. Er war nationaler Koordinator der französischen Geheimdienste, Leiter des Krisen- und Unterstützungszentrums des Außenministeriums und französischer Botschafter in Haiti.

## Leben
Le Bret wurde als Sohn eines Architekten und einer Bankangestellten geboren. Er hat einen Master-Abschluss in klassischer Literatur, ein Diplom des Instituts für politische Studien in Lyon (Sciences Po Lyon) und ein Diplom für weiterführende Studien (französische Sprache, Literatur und Zivilisationen) der Universität Lyon II.

### Diplomatischer Dienst
Le Bret begann seine Laufbahn mit einer Tätigkeit in der Europaabteilung des Außenministeriums (1991 bis 1993), bevor er als 3. (ab 1994 als 2.) Sekretär an die Botschaft in Moskau entsandt wurde (1993 bis 1996). Er wechselt 1996 als 1. Sekretär an die Botschaft in Vilnius. Ab 1998 war er an der Ständigen Vertretung Frankreichs bei den Vereinten Nationen in New York tätig.
Zurück im Außenministerium (Quai d'Orsay) wurde er der Abteilung für internationale Zusammenarbeit und Entwicklung zugeteilt, wo er von 2002 bis 2005 stellvertretender Referatsleiter für Fragen des Films und der audiovisuellen Medien war.
Es schloss sich eine Verwendung als 2. Botschaftsrat (Entwicklungszusammenarbeit und kulturelle Angelegenheiten) an der Botschaft in Dakar (2005 bis 2007) an. Von dort aus kehrte Le Bret erneut nach Paris zurück, um im Büro des Staatssekretärs für Entwicklungszusammenarbeit und Fragen der Frankophonie zunächst als Botschaftsrat, dann als stellvertretender Leiter (2007 bis 2009) zu wirken.

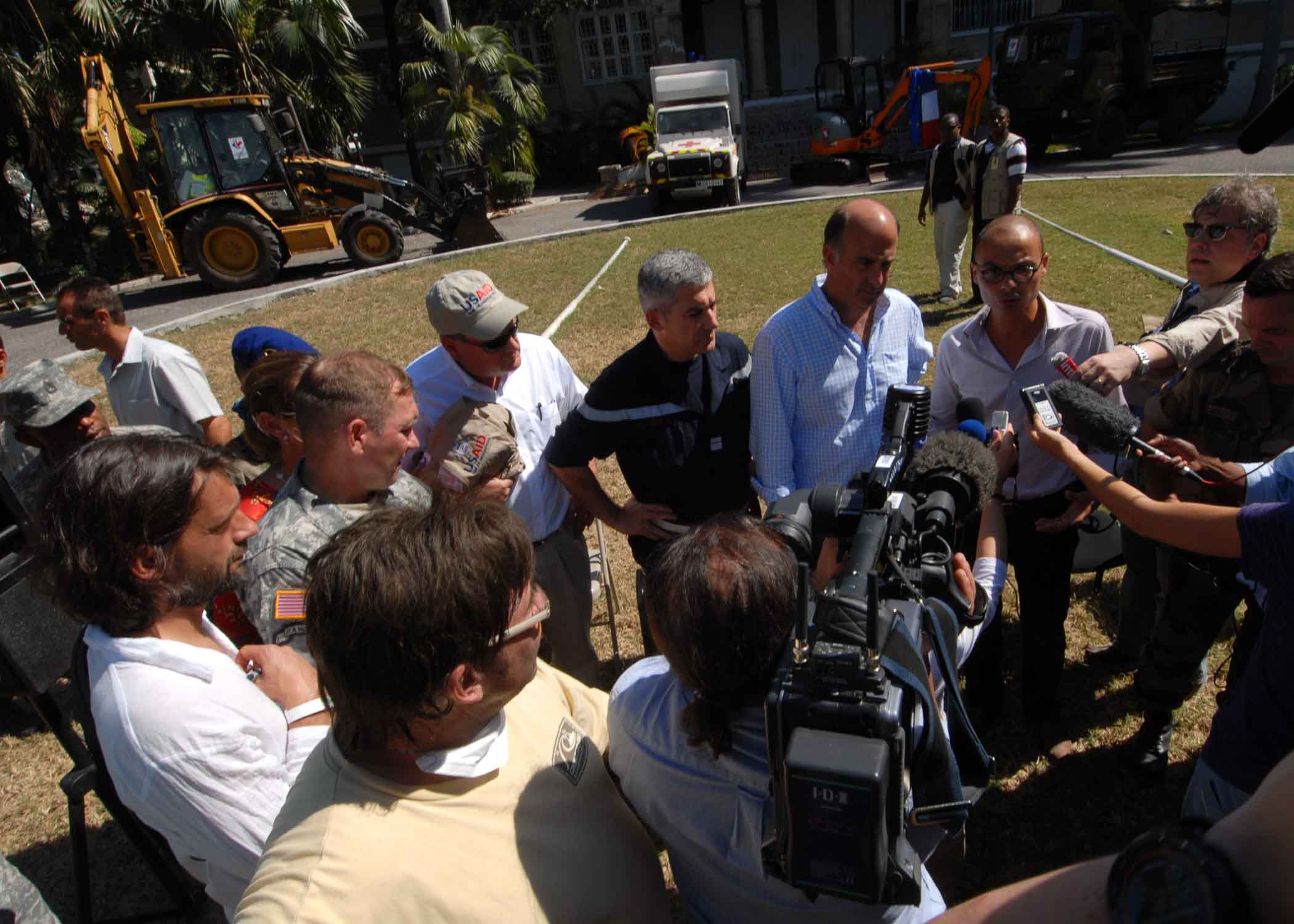
Didier Le Bret mit dem US-amerikanischen Botschafter bei einem Pressestatement am 21. Januar 2010 in Port-au-Prince

Mit Verordnung vom 29. September 2009 wurde Le Bret zum außerordentlichen und bevollmächtigten Botschafter Frankreichs in der Republik Haiti ernannt. Er erlebte das verheerende Erdbeben vom 12. Januar 2010 in Port-au-Prince mit. Obwohl die Kanzlei der Botschaft wie auch die Residenz des Botschafters weitestgehend zerstört wurden, blieb er unverletzt und koordinierte für Monate die bedeutsamen Rettungs-, Hilfs- und Wiederaufbaubeiträge der ehemaligen Kolonialmacht.
Es folgte eine Verwendung als Leiter des Lage. und Krisenzentrums im Pariser Außenministerium im Rang eines Botschafters von 2013 bis 2015.
Per Kabinettsbeschluss vom 3. Juni 2015 wurde Le Bret zum nationalen Koordinator der französischen Geheimdienste (Inland, Ausland, Militär, Zoll).

### Politisches Engagement
Am 24. Juli 2016 wurde bekannt, dass Le Bret seinen Posten als Geheimdienstkoordinator verlässt, um in die Politik zu wechseln. Er kandidierte bei den Parlamentswahlen 2017 im 9. Wahlbezirk der Auslandsfranzosen (Nord- und Westafrika) für die Parti Socialiste. Mit knapp 12 % der Stimmen lag er nur auf dem 4. Platz und unterlag.

### Tätigkeit als Berater
Nach seiner diplomatischen Karriere und dem gescheiterten Einstieg in die Politik wechselte Le Bret zum Wirtschaftsnachrichtendienst ESL & Network, einer Firma, die Militärdiktaturen wie Kamerun zu ihren Kunden zählt: Dass ein ehemaliger Diplomat, der Zugang zu vertraulichen militärischen Informationen hatte, nun „seine Erfahrungen und sein Adressbuch für ausländische Firmen und Staaten verkauft“, hat in den Medien empörte Reaktionen hervorgerufen.

### Privatleben
Le Bret ist Vater von drei Kindern aus einer früheren Ehe.
Am 31. August 2014 machten Le Bret und Mazarine Pingeot (Tochter des ehemaligen Präsidenten François Mitterrand) ihre Beziehung implizit „offiziell“, indem sie gemeinsam öffentlich auf der Messe La Forêt des livres in Chanceaux-près-Loches auftraten. Sie heirateten am 1. Juli 2017 in Paris in Anwesenheit von François Hollande und Julie Gayet.

## Auszeichnungen
- Ritter der Ehrenlegion (Chevalier de la Légion d'honneur), 1. Januar 2011[9]